# جوزيف عطية (مصارع)
جوزيف عطية (بالإنجليزية: Joseph Atiyeh)‏ (8 أكتوبر 1957 - ) هو مصارع سوري فاز بالميدالية الأولمبية الفضية في الألعاب الأولمبية الصيفية 1984 بلوس أنجلوس في الولايات المتحدة عام 1984 في المصارعة الحرة لوزن 100 كلغ. وقد كانت أول ميدالية أولمبية لسوريا. و رغم أن عطيّة عاش في الولايات المتحدة ودرس في جامعة ولاية لويزيانا أين انتمى لفريق المصارعة فيها كان له جنسية مزدوجة وصارع لفائدة سوريا. صارع عطيّة في الدور النهائي لو بناش من الولايات المتحدة وخسر ضده عبر السقوط في 61 ثانية.

## روابط خارجية
- جوزيف عطية على موقع قاعدة بيانات المصارعة الدولية (الإنجليزية)
- جوزيف عطية على موقع أوليمبيديا (الإنجليزية)